# Olympische Sommerspiele 1900/Teilnehmer (Böhmen)
| Gelbes Symbol für Goldmedaillen mit stilisierten Olympischen Ringen | Graues Symbol für Silbermedaillen mit stilisierten Olympischen Ringen | Braundes Symbol für Bronzemedaillen mit stilisierten Olympischen Ringen |
| ------------------------------------------------------------------- | --------------------------------------------------------------------- | ----------------------------------------------------------------------- |
| —                                                                   | —                                                                     | 1                                                                       |

Bei den Olympischen Sommerspielen 1900 in Paris trat Böhmen mit einer eigenen Mannschaft an, obwohl es damals noch zu Österreich-Ungarn gehörte. Es nahmen 7 Athleten in 4 Disziplinen teil. Dies war die erste von insgesamt 3 Teilnahmen Böhmens.

## Medaillengewinner

### Bronze
- František Janda-Suk, Diskuswerfen

### Dritte
- Hedwig Rosenbaum, Tennis, Damen Einzel

## Ergebnisse

### Leichtathletik
| Disziplin        | Platz   | Athlet       | Vorrunde                               | Halbfinale        | Hoffnungsrunde    | Finale         |
| ---------------- | ------- | ------------ | -------------------------------------- | ----------------- | ----------------- | -------------- |
| 100 Meter        | -       | Václav Nový  | unbekannt; 3. Gruppe 1                 | nicht erreicht    | nicht erreicht    | nicht erreicht |
| 800 Meter        | -       | Ondřej Pukl  | unbekannt; disqualifiziert in Gruppe 3 | nicht ausgetragen | nicht ausgetragen | nicht erreicht |
| 1500 Meter       | 7 von 9 | Ondřej Pukl  | nicht bekannt                          | nicht bekannt     | nicht bekannt     |                |
| 400 Meter Hürden | 5 von 5 | Karel Nedvěd | unbekannt; 3. Gruppe 1                 | nicht erreicht    | nicht erreicht    | nicht erreicht |

| Disziplin    | Platz    | Athlet              | Vorrunde       | Finale      |
| ------------ | -------- | ------------------- | -------------- | ----------- |
| Diskuswerfen | 2 von 16 | František Janda-Suk | 35,04m Zweiter | 35,14 Meter |

### Radsport
| Disziplin         | Platz     | Athlet           | Runde 1              | Viertelfinale  | Halbfinale     | Finale         |
| ----------------- | --------- | ---------------- | -------------------- | -------------- | -------------- | -------------- |
| 2000 Meter Sprint | 28 von 69 | František Hirsch | 4. von 8 in Gruppe 1 | nicht erreicht | nicht erreicht | nicht erreicht |

### Tennis
| Disziplin    | Platz   | Athlet                                  | Achtelfinale      | Viertelfinale          | Halbfinale        | Finale         |
| ------------ | ------- | --------------------------------------- | ----------------- | ---------------------- | ----------------- | -------------- |
| Einzel Damen | 3 von 6 | Hedwig Rosenbaum                        | nicht ausgetragen | Freilos                | verloren 6:1, 6:1 | nicht erreicht |
| Mixed Doppel | 3 von 6 | Hedwig Rosenbaum Archibald Warden (GBR) | nicht ausgetragen | Gewonnen 6:3, 3:6, 6:2 | Verloren 6:3, 6:0 | nicht erreicht |

### Turnen
| Disziplin   | Platz      | Athlet          | Punkte |
| ----------- | ---------- | --------------- | ------ |
| Kombination | 37 von 135 | František Erben | 249    |